# Фелуански гунди
Фелуански гунди (лат. Felovia vae, енгл. Felou gundi) је сисар из реда глодара и породице гундија (лат. Ctenodactylidae).

## Распрострањење
Ареал врсте је ограничен на мањи број држава. Врста је присутна у Мауританији, Малију и Сенегалу.

## Станиште
Станишта врсте су каменита подручја, шуме и пустиње.

## Угроженост
Подаци о распрострањености ове врсте су недовољни.